# Dnyepermelléki-alföld
A Dnyepermelléki-alföld (ukránul: Придніпровська низовина, Pridnyiprovszka nizovina) alföld Ukrajnában, délre fekszik a Polisszjai-alföldtől, a Gyeszna és a Szamara folyók között, a Dnyeper folyótól keletre. Közigazgatásilag a Csernyihivi területet, a Szumi területet, a Poltavai területet, valamint részben a Kijevi területet, a Cserkaszi területet, a Dnyipropetrovszki területet, valamint a Harkivi területet fedi le. Délen a Donyeci-hátság, az Azovmelléki-hátság és a Fekete-tengermelléki-alföld határolja, délnyugaton a Dnyeper, valamint a Dnyepermelléki-hátság, keleten pedig a Közép-Orosz-hátság. Magassága átlagosan 50 és 170 méter közötti, legmagasabb pontja 236 m. Az alapját a Dnyeper–Donyeci-mélyedés képezi.
Keleti részén található a szárazeres, löszszakadékos, dombos Poltavai-síkság a maga 150–200 méteres magasságával; szakadékai 30–80 m mélyek.